# Gerhard Naundorf
Gerhard Naundorf (* 16. April 1909 in Hechingen; † 23. September 1980 in Essen) war ein deutscher Agrarwissenschaftler und Autor von Science-Fiction-Romanen.
Er war von 1939 bis 1959 als Wissenschaftler am Landwirtschaftlichen Forschungsinstitut der Universität Greifswald beschäftigt, zuletzt als dessen Leiter. Neben zahlreichen agrarwissenschaftlichen Werken (die sich vor allem mit Pflanzenhormonen und der Kakaopflanze beschäftigten) verfasste er in den 1930er und 1940er Jahren mehrere Science-Fiction-Romane.

## Werke (Auswahl)
- Stern in Not (Berlin 1938)
- Welt ohne Sonne (Berlin 1939)
- Lebensstrahlen anders gesehen (Berlin 1941)